# Deftinge
Deftinge é uma secção da comuna belga de Lierde em Denderstreek localizada em região Flamenga na província de Flandres-Oriental.

## Pessoas notáveis
- Ferdi Van Den Haute (1952), ciclista profissional de estrada.[2]